# 名香智子
名香 智子（なか ともこ、1953年2月22日 - 、本名・田中智子）は、日本の漫画家。埼玉県川越市出身。女性。

## 来歴
兄と姉の3人きょうだいの末っ子として誕生する。年が離れていたため、きょうだい喧嘩はしたことがない、という。小学校時代は内気であったが、中高時代は活発な性格であったらしい。ただし、路線図の複雑さが理由で、電車に乗ることができず、都内へ遊びに行ったことはなかったようである。
漫画に興味を持ったのは中学生の頃からで、西谷祥子や水野英子らに憧れたそうで、その頃からペンを持って描き始めている。高校1年の時に週刊マーガレットに初投稿し、第2次審査まで通ったという。同時期に投稿した漫画家として、文月今日子や有吉京子、のがみけいなどがいたようである。その後、『別冊マーガレット』や『りぼん』にも応募している。放任主義であったため、家族からの反対もなければ賛成もなかったそうである。19歳の時、デビューする。高卒で大学浪人をしたため、浦野千賀子のところでアシスタントをしているうちに半年ほどでデビューが決まったようである。その頃は漫画よりも『別冊マーガレット』で募集していたイラストを主として投稿していたという。
1973年、「BF（別冊フレンド）まんがセミナー」第1作目に入賞し、『別冊少女フレンド四月号増刊 F&F（フレッシュ&ファニー）』（講談社）にその入賞作品「とっても しあわせ」が掲載されてデビュー。デビュー後、紙不足が原因で作品を発表する機会が少なくなり、萩尾望都の紹介で小学館からの誘いを受け、『別冊少女コミック』で描くようになる。
1974年に発表した『花の美女姫』シリーズで人気を博し、その後、週刊少女コミックで初の長期連載作品である『ファンション・ファデ』を描き、人気を不動をのものとしている。以後、同誌やレディースコミック誌などで活躍。
2000年4月より『JOUR』（双葉社）で『マダム・ジョーカー』を不定期のシリーズ連載中で、作者の最長期間の連載作品となっている（2024年6月時点）。代表作は『シャルトル公爵の愉しみ』、『レディ・ギネヴィア』、『PARTNER』など。

## 人物
同じキャラクターが別の作品に登場することが多い。作品を作る際に、キャラクターの性格を考えている時に、新しいキャラを作る時間とページ数も考え、前に使った人物で、彼にもできるだろうと考える。キャラクターが決まると、以前に登場した作品でこの行動をとる必然性が生まれるという。お気に入りのキャラクターは『シャンパン・シャーベット』に登場したリィ・ハミルトンである。アンリ・ド・シャルトルが各作品に登場するのは、性格的に神出鬼没で描きやすい点と、パトロンになれるようなフランスの大富豪がたくさんいる筈がない、という理由であり、『樹海の虜』で義足になったのは、恵まれた人にはひとつくらいはハンディを持たせた方がいい、という理由からのようである。
漫画家以外の職業ならば、考古学者になりたかったそうである。誰も知らないところで、何かを見つけ、一人で楽しむことに興味があるという。趣味はインテリアで、古美術も好きである。学生時代は古典が得意で、苦手だったのは音楽。好きな男性のタイプは精神的に男らしい人で、スタイルの良い人で、具体的にはリチャード・チェンバレンをあげている。黒の大きな犬が好きで、好きな漫画家は山岸凉子と佐藤史生。親交のあった漫画家は鈴賀レニ・みおまこと・岸裕子。黒が好きな色で、七味唐辛子が好きで、給食のパンが嫌い。麻雀も好きだそうである。少女漫画家という職業が短命なものではなく、現在活躍している人が年をとってからも活躍できるようになって欲しいと願っている。
「名香」というペンネームは「香」という文字が好きで、本名とあまり違うものにはしたくなったためだという。

## 主な作品

### 美女姫・アンリ
- 花の美女姫（全3巻、フラワーコミックス〔少コミ〕）1977　- 「別冊少女コミック」1974年10月号から連載開始。日仏クオーターである「美女・姫」の双子兄弟とアンリたちの物語。
  - 花の美女姫外伝（モスコー編）　- 「別冊少女コミック」1976年11月号から連載開始。美女姫たちによる作中劇。
  - 花の美女姫外伝（ロンドン編）
- 樹海の虜 1981 - 「コロネット」1981年初夏から夏の号に連載。
  - 黄金の少年 1981 - 「コロネット」1981年冬の号〜82年秋の号に連載。
- シャルトル公爵の愉しみ（全12巻）、小学館文庫（小学館）全7巻　1985年 - 2000年　- フランスの名門貴族であるシャルトル公爵家の、三世代にわたる大河ロマン。
- 家族の肖像 - シャルトルシリーズのイラスト集。

### ファンション・ファデ
- ファンション・ファデ（全8巻）1978　- 一流デザイナーになるため、パリに出て修行する主人公ファデ。華やかなファッション界を舞台に、くりひろげられるロマン長編。名香の初期の代表長編。

### PARTNER（パートナー）
- PARTNER（全17巻）[7]1980 - 社交ダンス（競技ダンス）をテーマに描いた名香の最長シリーズ作品。

### ブルボン王朝絵巻
- 山猫天使  - モレ侯爵は、結婚話から逃れて向かった領地で、美しい男女の双子・ガブリエルとラファエルと知り合う。二人はそれぞれ男装、女装していた。
  - 山猫天使2  - 女装して国王の女官を務めるラファエルが、ポーランド王女・マリーと密かに恋仲になる。
- 黒百合の騎士 2009 小学館 - 女装して男爵夫人となっている美貌の青年ラファエルは、宮廷に呼び出され、誘拐されたルイ15世の救出を依頼される。
- ヴェルサイユのシンデレラ 2011 小学館
- ロココの冠 2012 小学館

### その他
- レディに捧げる殺人物語（原作：フランシス・アイルズ、1986、あすかコミックス） - 「ASUKA」1985年8～9月号連載。
  - 憂鬱は癖になる 1986
  - 螺旋階段はゆるやかに 1986
- とっても しあわせ - 1973「別冊少女フレンド4月号増刊 F&F」に掲載の読み切り。名香のデビュー作品[5]。
- その花の白きこと…（小学館セブンコミックス）1978 表題作のほか、以下の初期作品を併録。
  - その花の白きこと… - 「Jotomo」1977年10月号。公爵家の放蕩息子ルイと美少年・ファビアンの物語。　
  - 緑の目の城主 - 「別冊少女フレンド」1973年12月号に掲載。「エメリオンの緑の目」シリーズ。
  - 鏡の中のママン - 「別冊少女フレンド」1974年1月号に掲載。「エメリオンの緑の目」シリーズ。
  - 竹の花 - 「別冊少女コミック」1976年9月号に掲載。
- 緑の誘惑 - 「エメリオンの緑の目」シリーズ。
  - 白い蝶の館 -「プチコミック」1980年2月号に掲載。「エメリオンの緑の目」シリーズ。
- ふんわり狩人（ハンター）（全2巻、ペーパームーンコミックス） - 「週刊少女コミック」1979年20号～1980年９号に連載。
  - レディ・ギネヴィア
- オレンジ・シティ（全3巻、プチセブンコミックス） -プチセブン」1983年 1〜24号。芸能界を舞台に、ひとりの少女の青春と愛を描く。
- 白面貴公子
- 緑のディアーヌ -「別冊少女コミック」1976年3月号 - 6月号に掲載。著者の初連載長篇。
- リセエンヌでしょ!? -　「週刊少女コミック」掲載。
- 鈴姫さま
- 桃色浪漫（全4巻、文庫版全2巻）
- 松竹梅走る!!（全1巻）
- 0-LOVE（ラブツーラブ）（全4巻、フラワーコミックス） - 「プチコミック」1989年10月号から連載。硬式テニスもの。
- グリーン・ボーイ（全1巻、文庫版全1巻）
- ルシンダ（全1巻）
- ほれ薬春一番（全1巻）
- 麗しの皇妃エリザベート（原作：ジャン・デ・カール）
  - 【改題】マンガ 皇妃エリザベート
- パール・パーティ（全5巻、フラワーコミックス）- 真珠の魅力に心を奪われた少女の愛憎劇。
- DOUBT!
- ころばぬ魔法の杖（全1巻）
- パンドラ★パニック（全3巻、文庫版全2巻）
- マダム・ジョーカー - 「月刊JOUR」2000年4月号 - シリーズ連載中（2025年8月現在：既刊30巻[8][6]）
- 水色童子K.K（全3巻）
- 桜の国から霧の国へ（全1巻）
- 朱い雀（全2巻）

### 傑作選
- ミステリー名作選集1 翡翠の森　- ｢翡翠の森｣「麦秋」「鴛鴦（えんおう）」を収録。
- ミステリー名作選集2 十六夜　- 「十六夜」「青海波夫人」「紅子」
- ミステリー名作選集3 孔雀草　- 「孔雀草」「薮椿」「女郎花月」
- ミステリー名作選集4 霞網 - 「霞網」「柘榴」「蜜月」
- Best of名香智子1 閑古鳥の巣
- Best of名香智子2 破鏡
- Best of名香智子3 楽園
- Best of名香智子4 飛雪
- Best of名香智子5 零時の鏡
- Best of名香智子6 空蝉
- Best of名香智子7 翡翠の森